# 木下秀夫
木下 秀夫（きのした ひでお、1908年 - 1989年）は、日本の翻訳家。
東京外国語学校英語科卒業。

## 翻訳
- 『ソヴェト勢力の型態』（エドガー・スノー、時事通信社） 1946
- 『アスピリン－エイジ』全2巻（イザベル・レイトン編、岩波書店・岩波現代叢書） 1951
- 『ソ連勢力圏の内幕』（ジョン・ガンサー、時事通信社） 1950
- 『新聞・議会・人民』（フランシス・ウィリアムス、新世界文化社） 1951.3
- 『マッカーサーの謎：日本・朝鮮・極東』（ジョン・ガンサー、安保長春共訳、時事通信社） 1951
- 『平和か無政府状態か』（C・マイヤー、岩波書店・岩波現代叢書） 1952
- 『裸の眼』（サム・コービン画、文藝春秋新社） 1952
- 『ワシントン秘密情報』（レイト, モーティマー共著、文藝春秋新社） 1952
- 『アジアの声』上・下（ジェームス・A・ミッチェナー、スウェン出版社） 1952
- 『アイゼンハワー：彼は世界を動かしている』（ジョン・ガンサー、文藝春秋新社） 1952
- 『科学のプロフィール』（R・コールダー / 白井俊明、岩波書店・岩波現代叢書） 1954
- 『1980年：そこには想像を絶する未来がある!』（フォーチュン誌編集部編、実業之日本社） 1956
- 『渚にて』（ネヴィル・シュート、文藝春秋新社） 1958
- 『東条英機』（ロバート・J・C・ビュートー、共訳、時事通信社 上・下） 1961
- 『広島の遺産』（E・テラー, A・ブラウン、共訳、時事通信社・時事新書 上・下） 1962
- 『軍縮読本：国連経済社会理事会報告書』（時事通信社・時事新書） 1962
- 『真珠湾から核実験まで：現代史をつくった人々と「決定」』（ルイス・L・ストローズ、時事通信社・時事新書） 1963
- 『日本：見かけと真相』（リチャード・ハロラン、時事通信社） 1970
- 『日本帝国の悲劇』（トーマス・M・コッフィ / 佐藤剛共訳、時事通信社） 1971
- 『アスピリン・エイジ：1919 - 1941』（イザベル・レイトン編、早川書房、ハヤカワ・ノンフィクション） 1971、ハヤカワ文庫（全3巻）1979
- 『あるアメリカの死：キング牧師暗殺事件』（ジェロルド・フランク、早川書房、ハヤカワ・ノンフィクション） 1973
- 『絶望の航海：ナチ・ドイツを逃れて』（ゴードン・トマス / マクス・モーガン・ウィッツ、早川書房、ハヤカワ・ノンフィクション） 1975／ハヤカワ文庫NF 1980
- 『アルコール健康法：酒は大人の牛乳である』（J・アダムズ、光文社カッパ・ブックス） 1977
- 『ピュリツァー：アメリカ新聞界の巨人』（W・A・スウォンバーグ、早川書房） 1978
- 『恐るべき空白』（アラン・ムーアヘッド、早川書房・ハヤカワ文庫NF） 1979／早川書房　2005
- 『アト・ランダム：ランダム・ハウス物語』（ベネット・サーフの自伝、早川書房） 1980／ハヤカワ文庫 NF（上・下））1989